# スズキ・グランドビターラ
グランドビターラ（Grand Vitara）は、スズキが販売するSUVである。
日本では長年エスクード（Escudo）の車名で販売されていたが、本項目では日本国外向けモデルについて記す。

## 概要
1997年にビターラのサイズアップに伴い登場したバッジネームで、エスクードが4代目へフルモデルチェンジした2015年にバッジネームが「ビターラ」に戻され一旦生産を終了していた。
2022年7月20日に業務提携を結んでいるトヨタ自動車との協業により生産されるモデルとして約7年ぶりに車名復活を果たした。

## 初代（1997年 - 2005年）
1997年11月に発表。日本市場向けには「エスクード」のバッジネームが引き続き用いられたが、海外市場向けにはボディサイズの拡大に合わせて新たに「グランドビターラ」のバッジネームが与えられた。
パワートレインは1.6L直列4気筒SOHCのG16B、2.0L直列4気筒DOHCのJ20A、2.5LV型6気筒DOHCのH25Aの3種類のガソリンエンジンと、2.0L直列4気筒SOHCインタークーラーターボディーゼルエンジンを用意。ボディタイプは3ドア・5ドアの他、コンバーチブルモデルも引き続き用意された。
2001年には上位モデルとしてグランドビターラXL-7が発売され、日本にもグランドエスクードとして発売された。

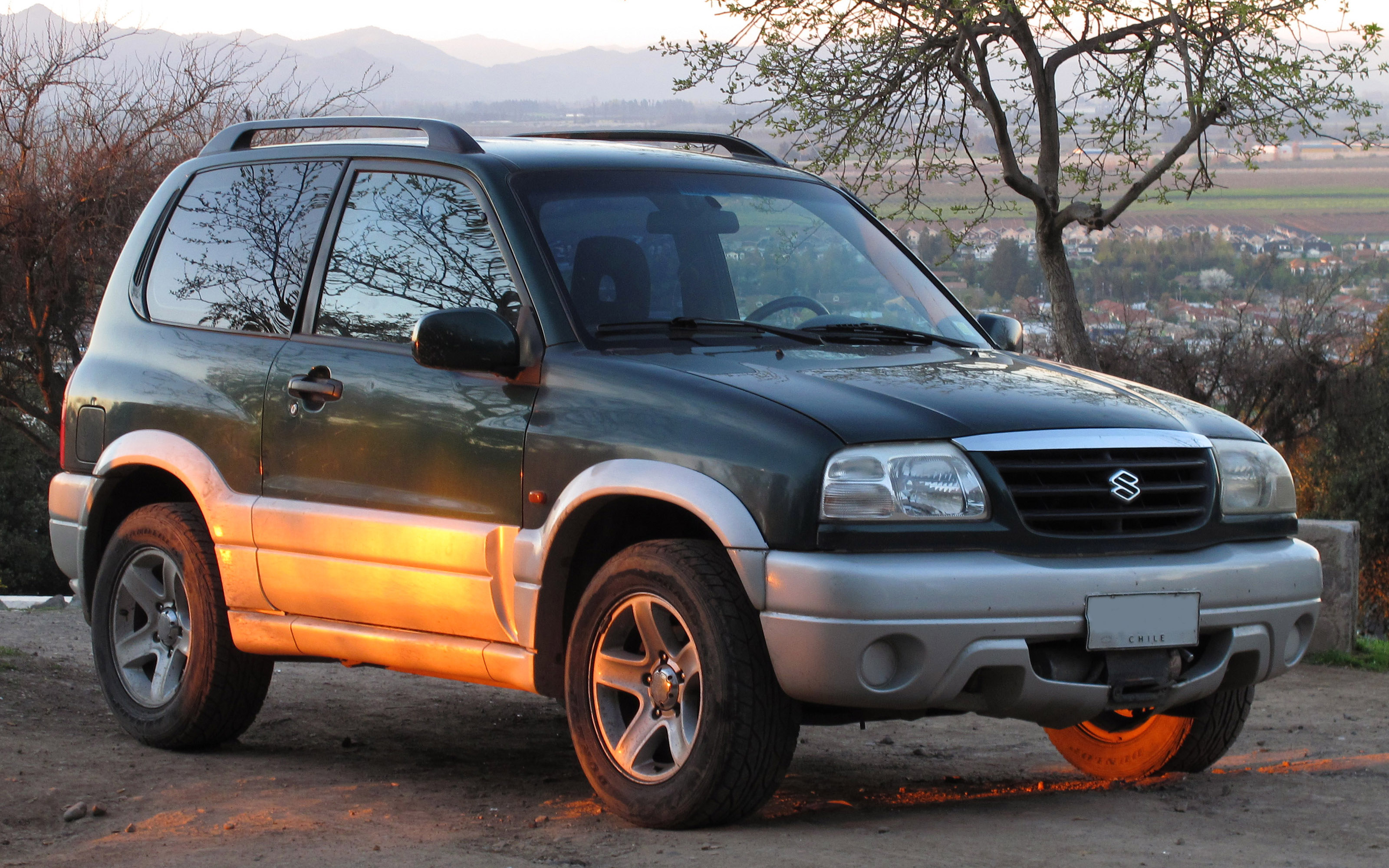
3ドア 1.6
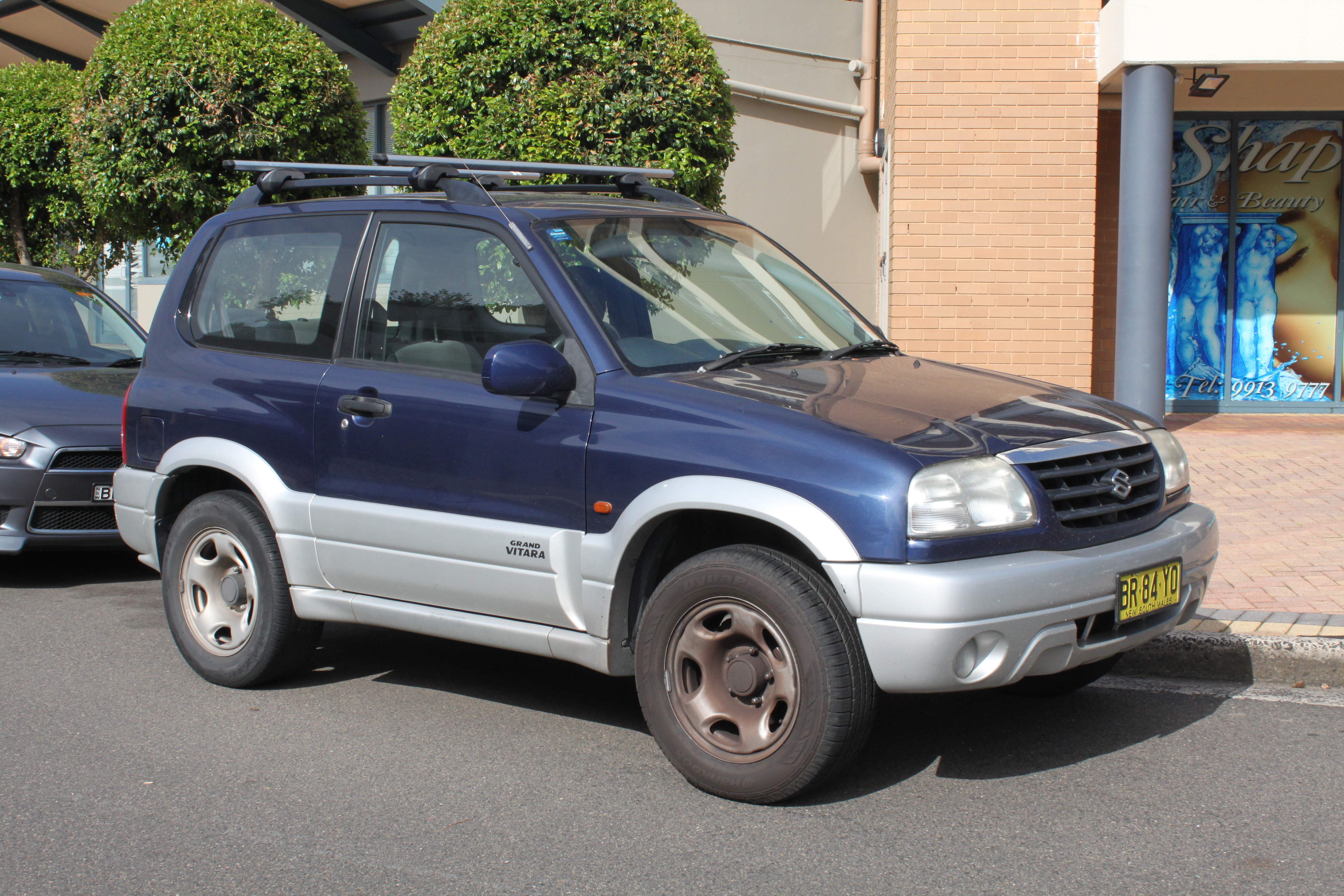
3ドア ハードトップ（フロント）
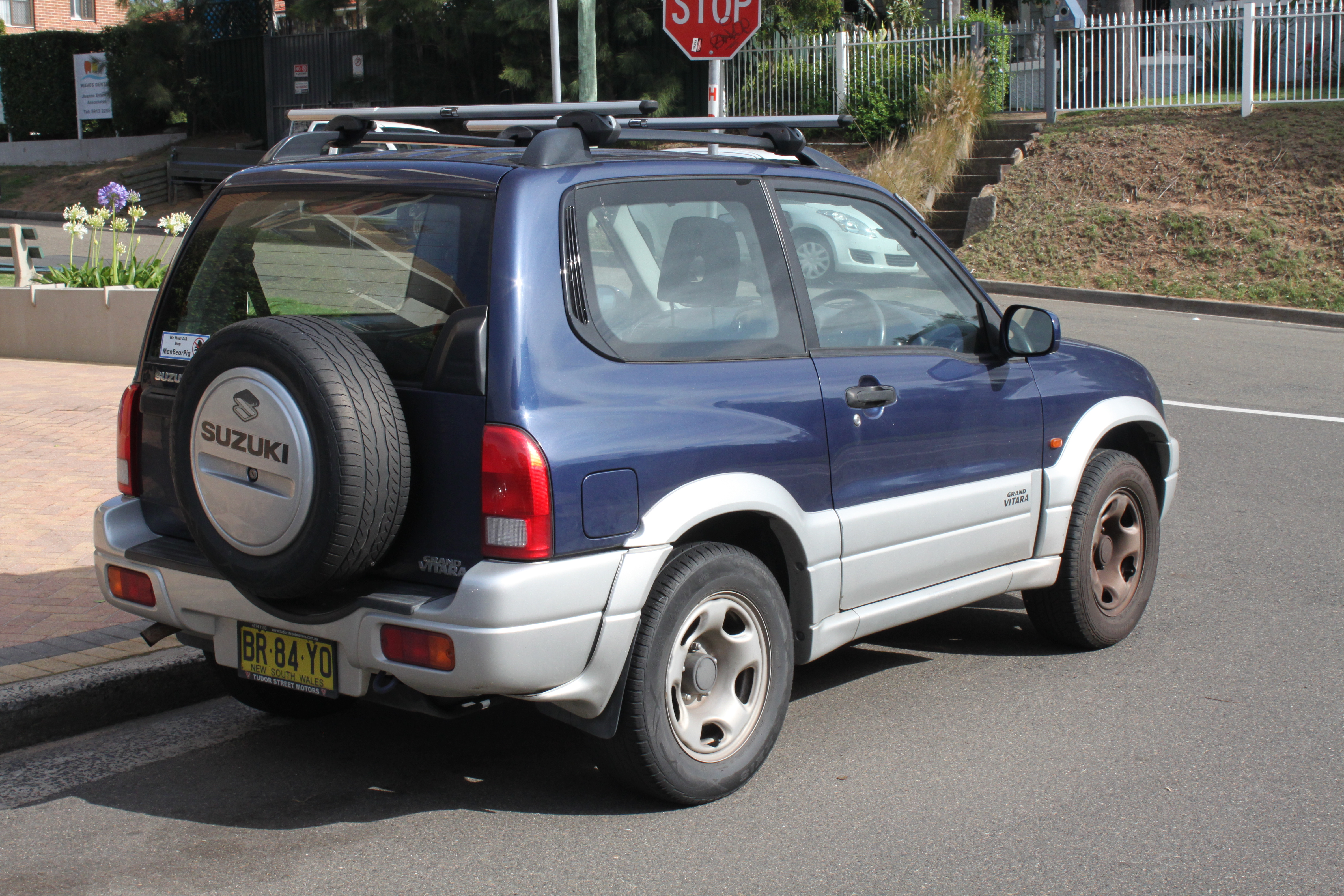
3ドア ハードトップ（リア）
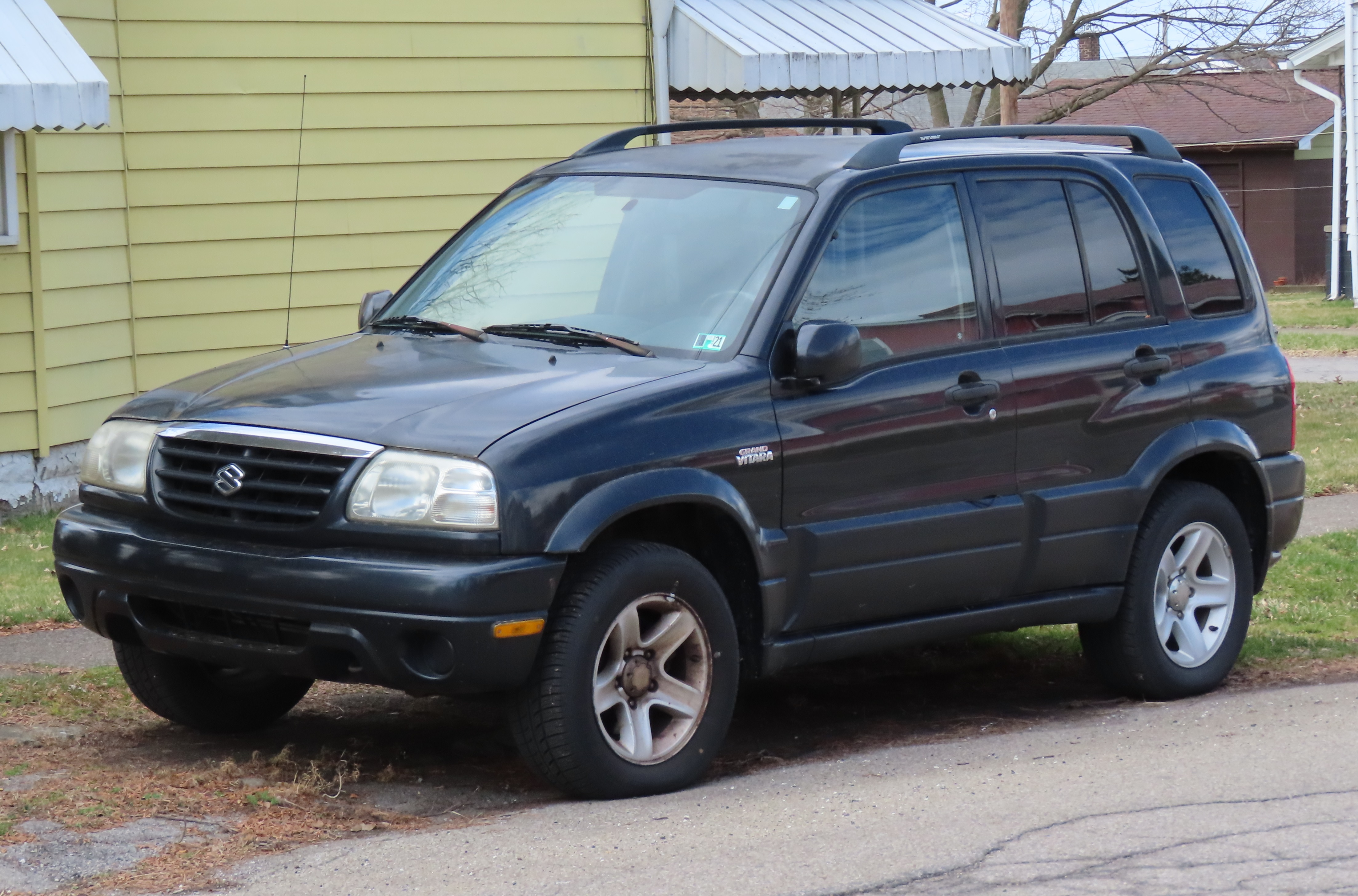
前期型 5ドアモデル
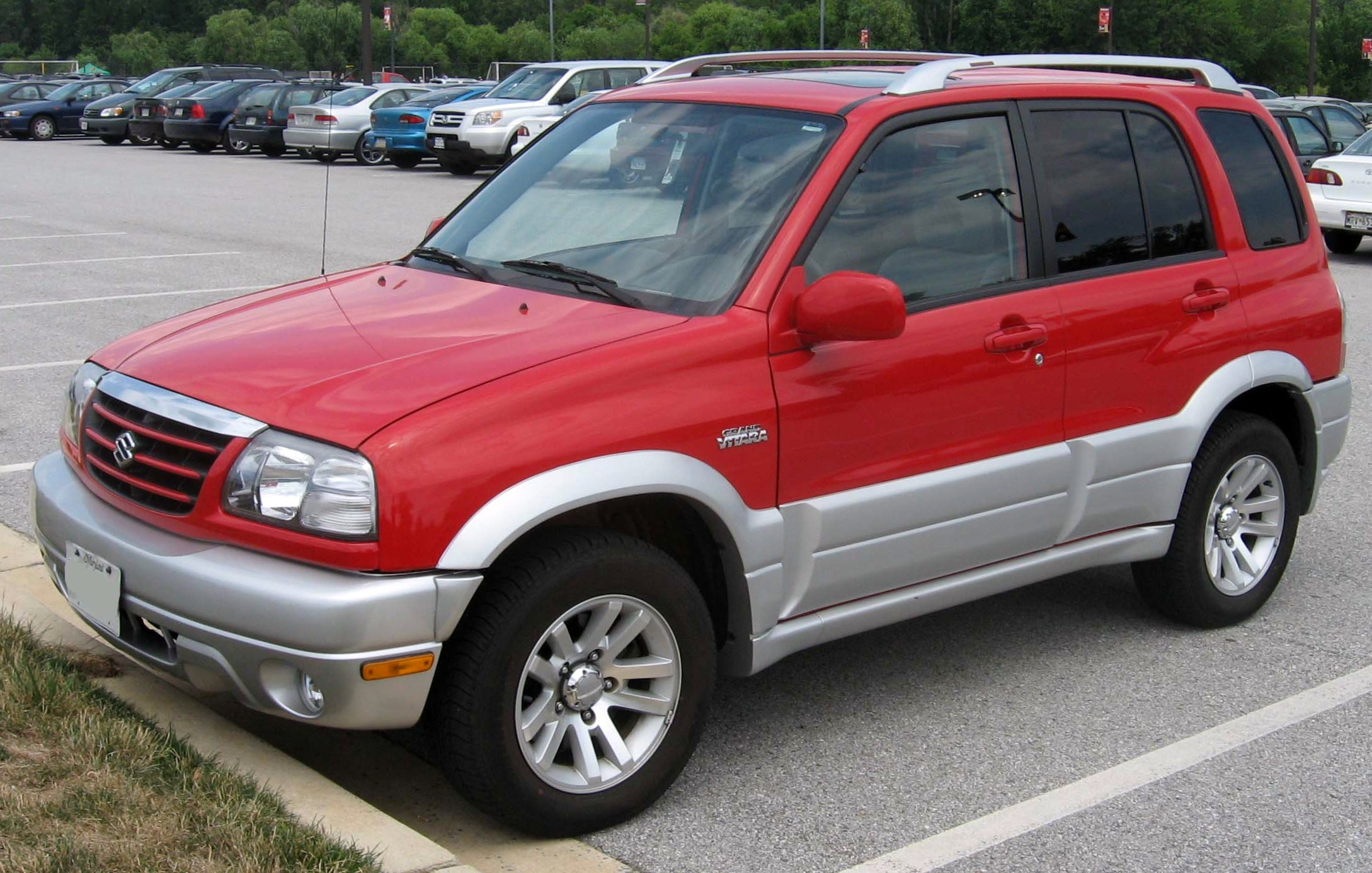
後期型 5ドアモデル

## 2代目（2005年 - 2015年）

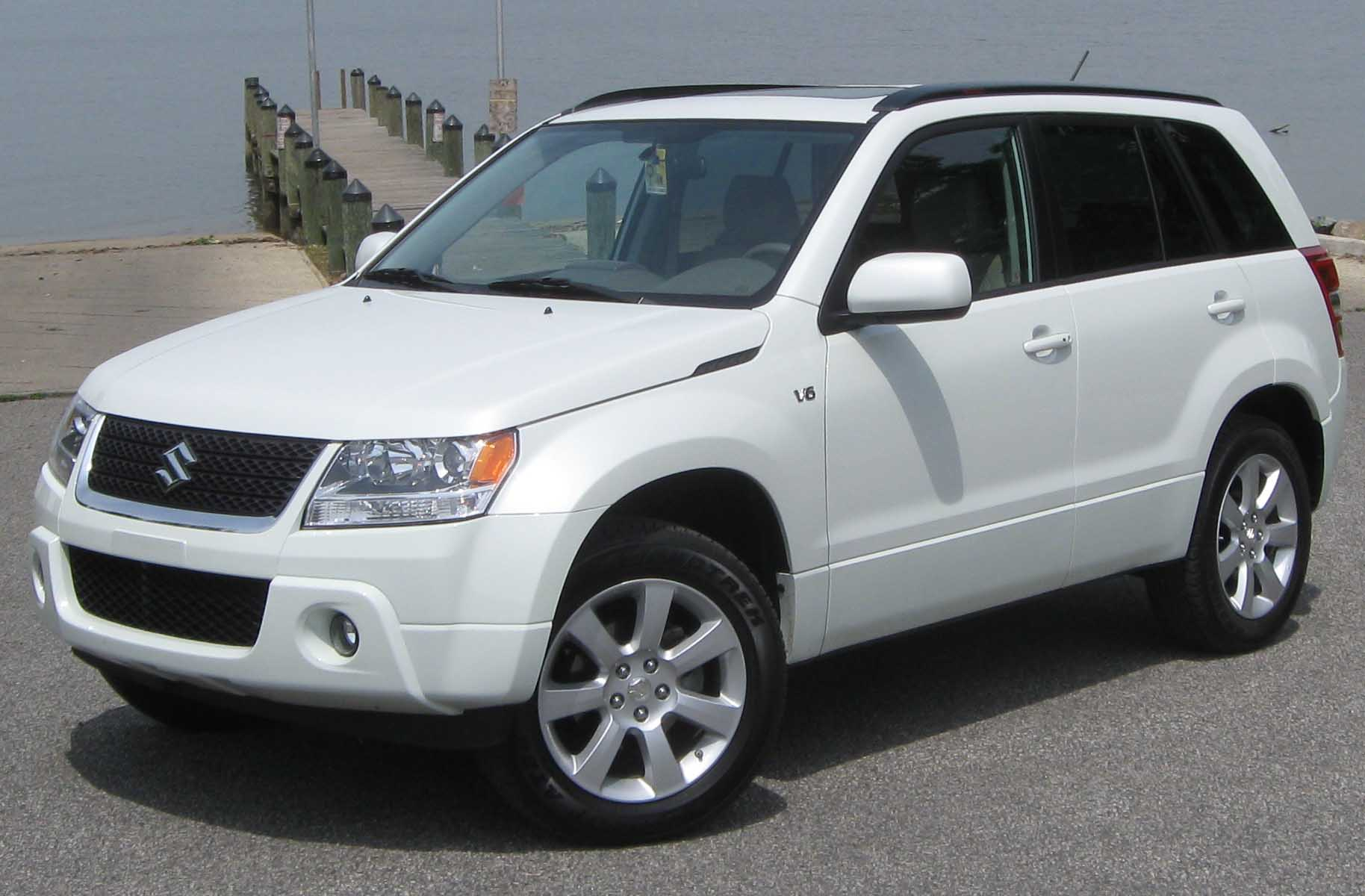
前期型 5ドア
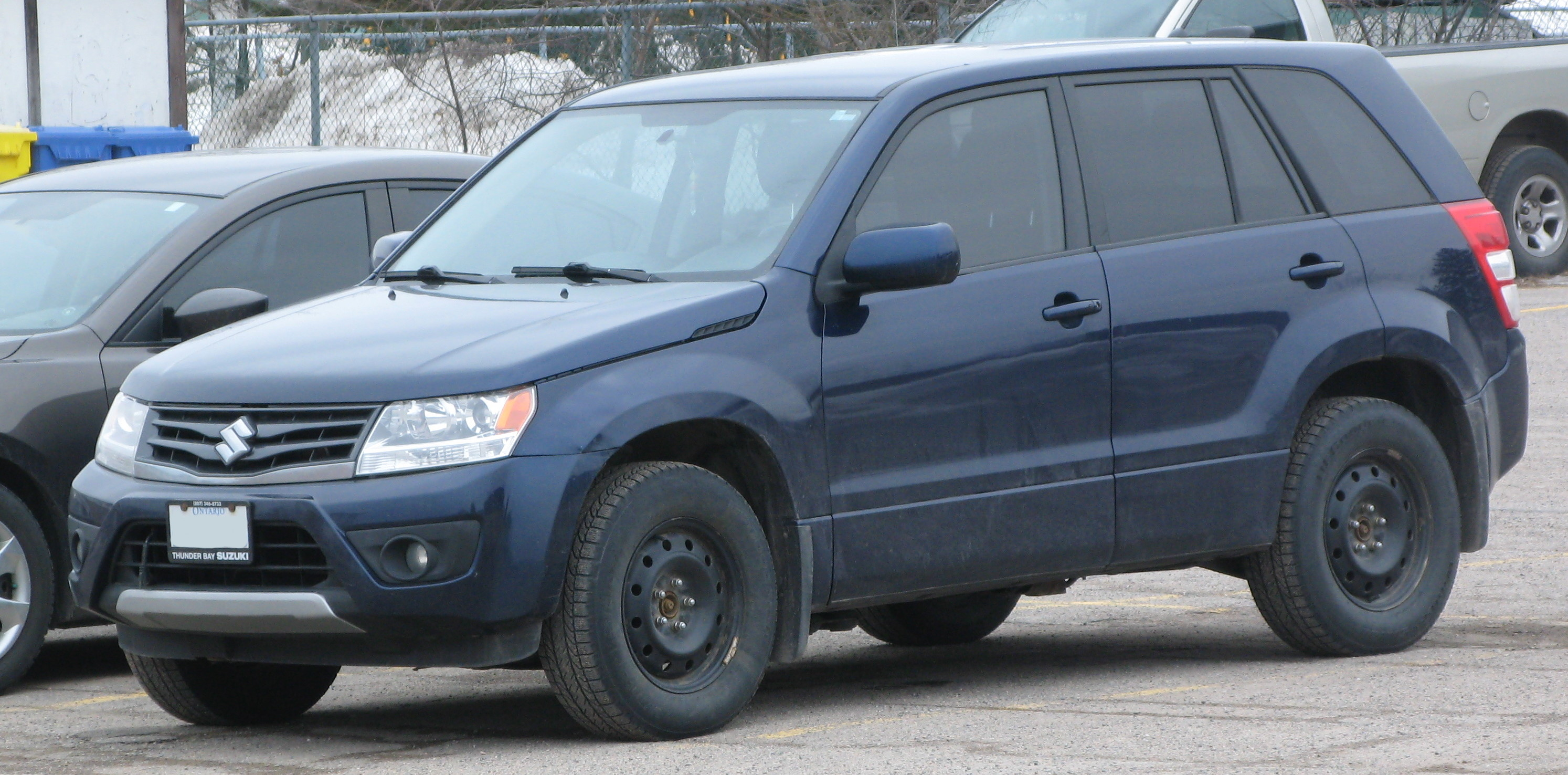
後期型 5ドア

## 3代目（2022年 - ）
2022年7月20日、マルチ・スズキ・インディアが約7年ぶりの車名復活となるグランドビターラを発表。本代は業務提携を結んでいるトヨタ自動車との協業の一つである、グローバルでのOEM車両相互供給の下スズキが開発し、トヨタ自動車の現地子会社であるトヨタ・キルロスカ・モーター（TKM）で生産が行われるモデルで、2代目までとは完全別設計となる。
外観はショルダーラインや前後フェンダーが強調される。フロントフェイスには3灯式のLEDヘッドランプを装備し、左右のランプをつなぐデザインとしたクロームバーや多角形グリルを採用。
内装はインパネに剛性感を持たせ、コンソールを太めとする一方、インパネやトリムはボルドーとブラックの2トーンカラーにシルバーステッチを施した合皮を採用。全方位モニターやヘッドアップディスプレイを装備し、コネクテッドサービス「スズキコネクト」に対応。ワイヤレスチャージャーも装備され、エアコンの吹き出し口を後部座席にも設けた。
パワートレインには、マイルドハイブリッドシステムに加え、インドで初導入となるハイブリッドシステム「インテリジェントエレクトロニックハイブリッド」の2種類が用意され、4WD車には4代目エスクードに採用されている「ALLGRIP」がインドで初採用された。
同年8月より生産を開始し、9月26日にインドでの販売に加え、アフリカなどへの輸出も計画されている。
2023年1月6日、CNG仕様車であるS-CNGを発表。最高出力87ps、最大トルク121.5Nmを発揮する1.5Lエンジンに5速MTが組み合わせられる。燃費性能は26.6km／kg。
後席シートベルトの取り付け金具の不具合に関してリコール。
2023年1月19日、マルチ・スズキ・インディアがアフリカ、中東、アセアンなどに輸出を開始したと発表。
2023年2月16日、インドネシア国際オートショーにて「グランドビターラ」を発表。